# Stein- und Westernachsches Kaplaneihaus
Das ehemalige Stein- und Westernachsche Kaplaneihaus war ein Wohnhaus für einen Kleriker des Klosters Urspring in der Stadt Schelklingen im Alb-Donau-Kreis in Baden-Württemberg.

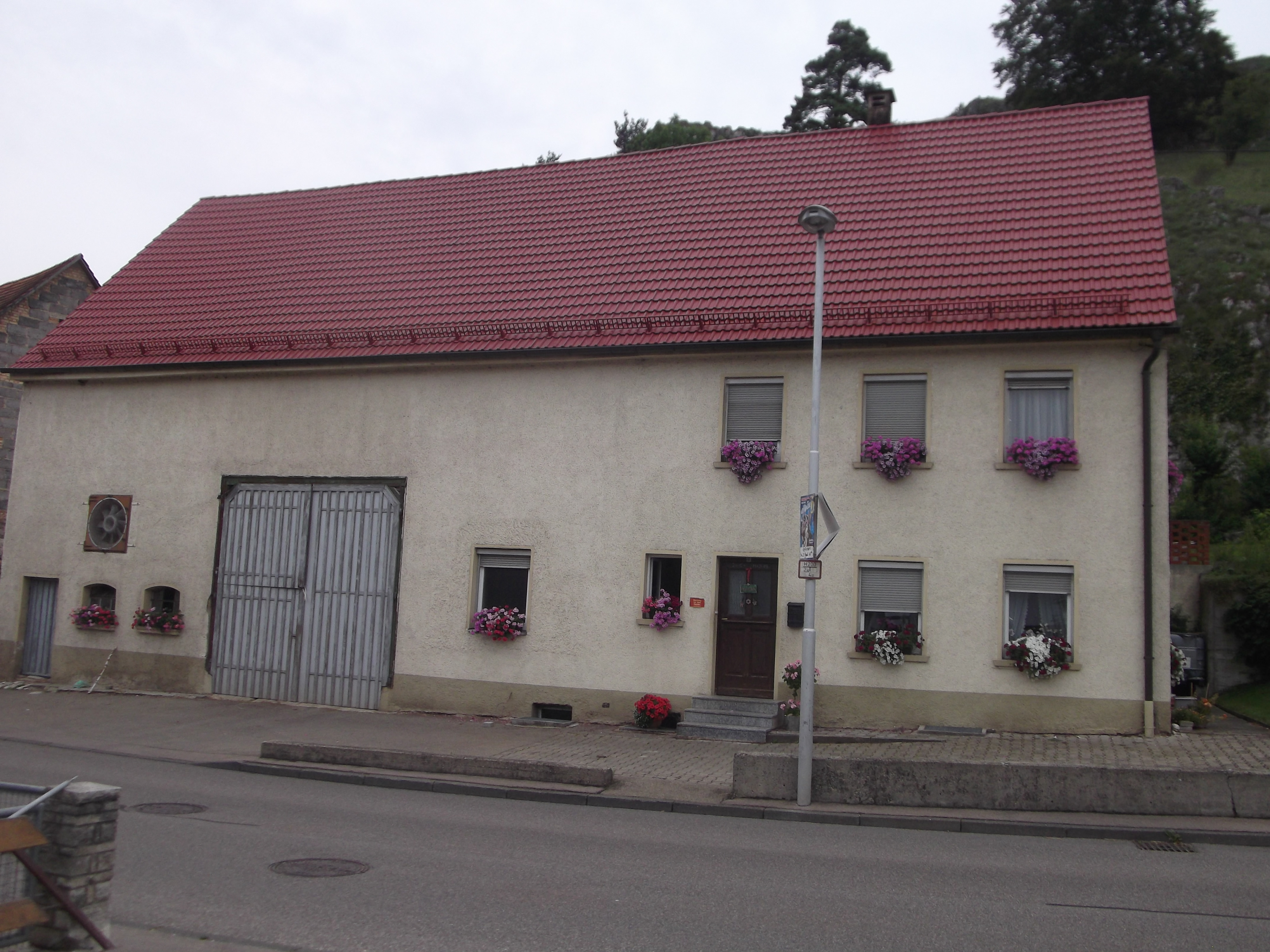
Ehemaliges Stein- und Westernachsches Kaplaneihaus, 2014

## Topographie
Das Haus lag in der Urspringer Vorstadt. Es war das vorletzte der vier Häuser in Richtung Urspring und Hausen o.U. Westlich grenzte das Haus an das sogenannte „äußere Haus“ am „Bogen“, d. h. des Tors durch die Vorstadtmauer unweit der Hausener Steige (ehemals Brackwirtschaft) (Münsingerstraße 10 und 13). Östlich grenzte das Haus ursprünglich an das heute noch stehende Fachwerkhaus Münsingerstraße 2.

## Baugeschichte
Das Haus war anfänglich wohl ein reines Wohnhaus, was in der Tat auf ein Dienstgebäude eines Beamten bzw. eines Klerikers hinweist. Welches Baualter das jetzt noch stehende Gebäude aufweist, kann ohne eine historische Bauuntersuchung nicht festgestellt werden.
Es finden sich keine Einträge in den Urspringer Lagerbüchern, da das Haus ja Urspring bis 1790 selbst gehörte. Erst 1819/23 haben wir eine baugeschichtliche Angabe, indem das Haus als zweistöckig bezeichnet wird. 1846 wird das Haus beschrieben als „ein 2stockiges Wohnhaus in der Vorstadt.“ In einem späteren Nachtrag wird präzisiert Wohnhaus „und Scheuer unter einem Plattendach, 1. Stock von Stein, sonst Fachwerk“. Das Haus besaß einen Keller, welcher nicht versichert war.
Die 1868 und als Nachtrag zu 1846 beschriebene Scheuer sowie der einstöckige Anbau hinter dem Haus entstanden vermutlich erst zwischen 1846 und 1869. Der Eintrag im Brandversicherungsbuch von 1869 lautet: „Ein zweistockiges Wohnhaus und Scheuer, sowie ein einstockiger Anbau in der Vorstadt auf der Brack; erster Stock von Stein, sonst Fachwerk, unter einem Plattendach“. 1921 errichtete Franz Leichtle, der Bruder des Johannes (* Gundershofen 1889, 1952 Taglöhner, † Schelklingen 1953) einen Stall.

## Besitzer
Vor Ende des 17. Jahrhunderts haben wir keine Informationen über Funktion und Bewohner des Haues. Ende des 17. Jahrhunderts wurde das Haus vom urspringischen Hofmeister Johann Georg Hartmann bewohnt; er wird im Amt von vor 11. Febr. 1692‒nach 25. Febr. 1700 genannt. Am 11. April 1711 wird es in dem Vertrag Ursprings mit Schelklingen als das „hartmannsches Haus“ bezeichnet. Der folgende Tauschvertrag vom 12. Juni 1711 erwähnt das ehemals „Hartmann’sche, jetzt urspringische Haus“ bei der Abtretung und Lagebestimmung des „alten urspringischen Amtshauses“ (oder des „sogenannten alten hofmeisterischen Hauses“) (Münsingerstraße 10 und 13) in der Vorstadt.
Um das Jahr 1700 wurde das alte Steinsche Kaplaneihaus in der Färbergasse 35 an den Bürgermeister Jodocus Hänlin verkauft. 1711 kaufte die Stadt das Westernachsche Kaplaneihaus. in der Kanzleigasse. Die Verkäufe waren offenbar notwendig wegen Abgang des Stiftungsvermögens. Die zwei Kapläne wurden offenbar auf einen reduziert, welcher beide Familienaltäre zu betreuen hatte. 1738 erfolgte dann die offizielle Vereinigung der Steinschen mit der Westernachschen Kaplanei.
Im Schelklinger Steuerbuch von 1735 wird das Haus als das „Urspringische Haus in der Vorstadt“ bezeichnet; westlich befand sich die Hofstatt des Jerg Baumann des alten, so im Augenblick ein Garten, westlich lag das Gängle des Johann Baumann. Von 1738 bis 1784 war das Haus von drei aufeinanderfolgenden Kaplänen der vereinigten Stein- und Westernachschen Kaplanei bewohnt. Nach dem Tod von Kaplan Anton Menne am 6. Oktober 1784 „untersagte Freiburg vorläufig die Wiederbesetzung der Pfründe und zog zwei Monate stäter der Einkünfte zugunsten des Religionsfonds unter Aufhebung der Kaplanei ein“. Die Aufhebung der Kaplanei entsprach der Religionspolitik Kaiser Joseph II. (1741‒1790). Die 137 Messen sollten von anderen Kaplänen übernommen werden.

### Bürgerliche Besitzer
Ende November 1790 befahl das K.K. Oberamt das Kaplaneihaus zu verkaufen. Auf der Versteigerung am 31. November 1790 bot der Bäcker Joseph Hepperle (1723‒1794) den Höchstpreis mit 505 fl für das Haus samt Gras- und Wurzgarten. Am 27. März 1793 verkaufte Joseph Hepperle das Haus an seinen Schwiegersohn, den Küfer Johannes Großmann und seine Tochter Anna Hepperle um 500 fl. Im Laufe des 19. und 20. Jahrhunderts wurde das Gebäude zunehmend in einen landwirtschaftlichen Betrieb verwandelt.